# Weiningen (Warth-Weiningen)
Weiningen è una frazione del comune svizzero di Warth-Weiningen, nel Canton Turgovia (distretto di Frauenfeld).

## Storia

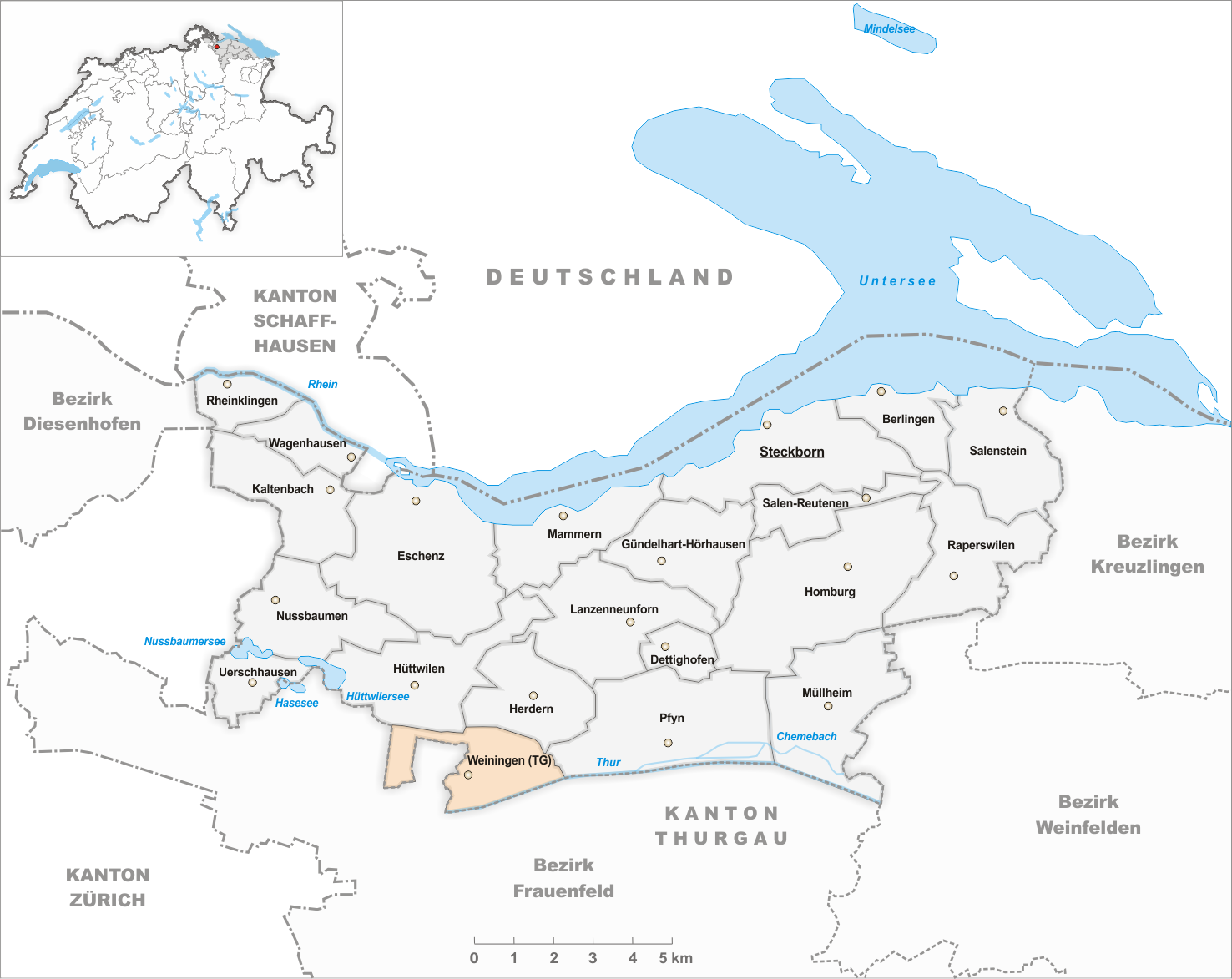
Il territorio del comune di Weiningen prima degli accorpamenti comunali del 1995

Già comune autonomo (Ortsgemeinde appartenente alla Munizipalgemeinde di Pfyn) che apparteneva al distretto di Steckborn e che comprendeva anche le frazioni di Nergeten e Weckingen, nel 1995 è stato aggregato all'altro comune soppresso di Warth per formare il nuovo comune di Warth-Weiningen.

## Monumenti e luoghi di interesse
- Cappella di San Nicolao, attestata dal 1486[1].

## Società

### Evoluzione demografica
L'evoluzione demografica è riportata nella seguente tabella:
Abitanti censiti

## Amministrazione
Ogni famiglia originaria del luogo fa parte del cosiddetto comune patriziale e ha la responsabilità della manutenzione di ogni bene ricadente all'interno dei confini della frazione.